# Tegucigalpa
Tegucigalpa este capitala statului Honduras și este cel mai mare oraș din țară, cu o populație de 950.000 de locuitori. 
Este situat într-o vale cu același nume la 990 de metri deasupra mării.

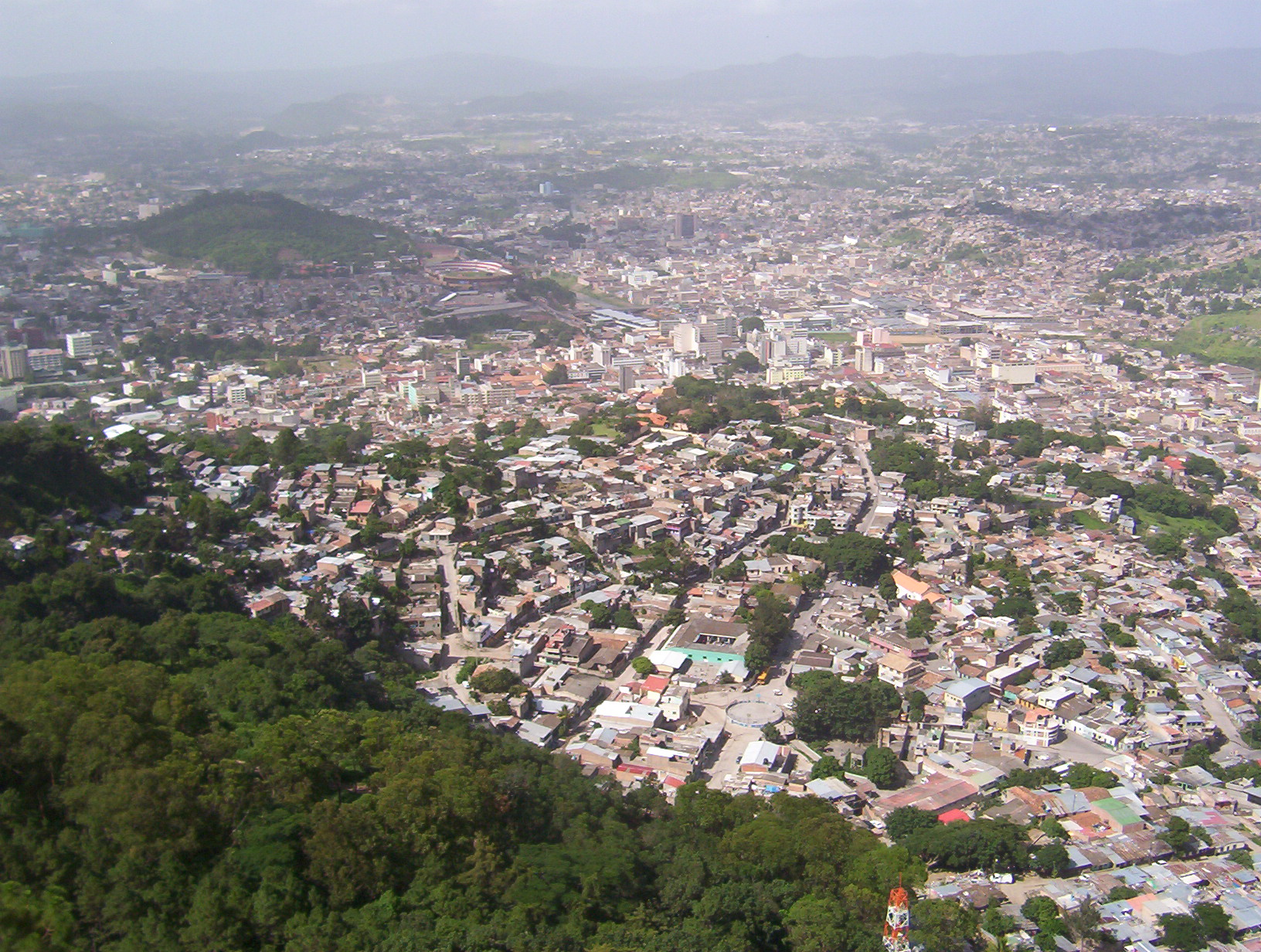
O privelişte a oraşului

## Clima
| Date climatice pentru Tegucigalpa (Tegucigalpa Airport) | Date climatice pentru Tegucigalpa (Tegucigalpa Airport) | Date climatice pentru Tegucigalpa (Tegucigalpa Airport) | Date climatice pentru Tegucigalpa (Tegucigalpa Airport) | Date climatice pentru Tegucigalpa (Tegucigalpa Airport) | Date climatice pentru Tegucigalpa (Tegucigalpa Airport) | Date climatice pentru Tegucigalpa (Tegucigalpa Airport) | Date climatice pentru Tegucigalpa (Tegucigalpa Airport) | Date climatice pentru Tegucigalpa (Tegucigalpa Airport) | Date climatice pentru Tegucigalpa (Tegucigalpa Airport) | Date climatice pentru Tegucigalpa (Tegucigalpa Airport) | Date climatice pentru Tegucigalpa (Tegucigalpa Airport) | Date climatice pentru Tegucigalpa (Tegucigalpa Airport) | Date climatice pentru Tegucigalpa (Tegucigalpa Airport) |
| Luna                                                    | Ian                                                     | Feb                                                     | Mar                                                     | Apr                                                     | Mai                                                     | Iun                                                     | Iul                                                     | Aug                                                     | Sep                                                     | Oct                                                     | Nov                                                     | Dec                                                     | Anual                                                   |
| ------------------------------------------------------- | ------------------------------------------------------- | ------------------------------------------------------- | ------------------------------------------------------- | ------------------------------------------------------- | ------------------------------------------------------- | ------------------------------------------------------- | ------------------------------------------------------- | ------------------------------------------------------- | ------------------------------------------------------- | ------------------------------------------------------- | ------------------------------------------------------- | ------------------------------------------------------- | ------------------------------------------------------- |
| Maxima medie °C (°F)                                    | 25.7 (78,3)                                             | 27.4 (81,3)                                             | 29.5 (85,1)                                             | 30.2 (86,4)                                             | 30.2 (86,4)                                             | 28.6 (83,5)                                             | 27.8 (82)                                               | 28.5 (83,3)                                             | 28.5 (83,3)                                             | 27.3 (81,1)                                             | 26.0 (78,8)                                             | 25.4 (77,7)                                             | 27,9 (82,2)                                             |
| Media zilnică °C (°F)                                   | 19.5 (67,1)                                             | 20.4 (68,7)                                             | 22.1 (71,8)                                             | 23.4 (74,1)                                             | 23.6 (74,5)                                             | 22.6 (72,7)                                             | 22.1 (71,8)                                             | 22.4 (72,3)                                             | 22.2 (72)                                               | 21.5 (70,7)                                             | 20.4 (68,7)                                             | 19.7 (67,5)                                             | 21,7 (71,1)                                             |
| Minima medie °C (°F)                                    | 14.3 (57,7)                                             | 14.5 (58,1)                                             | 15.5 (59,9)                                             | 17.1 (62,8)                                             | 18.2 (64,8)                                             | 18.2 (64,8)                                             | 18.0 (64,4)                                             | 18.0 (64,4)                                             | 17.9 (64,2)                                             | 17.6 (63,7)                                             | 16.3 (61,3)                                             | 15.0 (59)                                               | 16,7 (62,1)                                             |
| Precipitații mm (inches)                                | 5.3 (0.209)                                             | 4.7 (0.185)                                             | 9.9 (0.39)                                              | 42.9 (1.689)                                            | 143.5 (5.65)                                            | 158.7 (6.248)                                           | 82.3 (3.24)                                             | 88.5 (3.484)                                            | 177.2 (6.976)                                           | 108.9 (4.287)                                           | 39.9 (1.571)                                            | 9.9 (0.39)                                              | 871,7 (34,319)                                          |
| Nr. de zile cu precipitații (≥ 1.0 mm)                  | 1                                                       | 1                                                       | 1                                                       | 2                                                       | 9                                                       | 12                                                      | 9                                                       | 9                                                       | 13                                                      | 10                                                      | 4                                                       | 2                                                       | 73                                                      |
| Ore însorite                                            | 220.8                                                   | 229.4                                                   | 268.5                                                   | 242.8                                                   | 216.3                                                   | 171.7                                                   | 192.5                                                   | 204.8                                                   | 183.4                                                   | 200.4                                                   | 199.2                                                   | 212.2                                                   | 2.542,0                                                 |
| Sursa nr. 1: World Meteorological Organization          |                                                         |                                                         |                                                         |                                                         |                                                         |                                                         |                                                         |                                                         |                                                         |                                                         |                                                         |                                                         |                                                         |
| Sursa nr. 2: NOAA (sun, 1961–1990)                      |                                                         |                                                         |                                                         |                                                         |                                                         |                                                         |                                                         |                                                         |                                                         |                                                         |                                                         |                                                         |                                                         |

## Orașe înfrățite
| - Belo Horizonte, Brazilia - Gainesville, SUA - New Orleans, SUA - Guadalajara, Mexic - Lima, Peru - Madrid, Spania - Quito, Ecuador - Taipei, Taiwan - Amman, Iordania | - Bogotá, Columbia - Caracas, Venezuela - Managua, Nicaragua - Ciudad de Guatemala, Guatemala - La Paz, Bolivia - Banjarbaru, Indonezia - Manado, Indonezia - Palu, Indonezia - Seul, Coreea de Sud |

## Personalități născute aici
- Juan Lindo (1790 – 1857), om politic;
- Francisco Morazán (1792 – 1842), președinte al Republicii America Centrală⁠(en)[traduceți];
- Diego Vigil Cocaña (1799 - 1845), președinte al Republicii America Centrală;
- Francisco Inestroza (1810 - 1863), președinte al Hondurasului;
- Crescencio Gómez Valladares (1833 - 1921), președinte al Hondurasului;
- Marco Aurelio Soto (1846 - 1908), președinte al Hondurasului;
- Domingo Vásquez Toruño (1846 - 1909), președinte al Hondurasului;
- Rafael López Gutiérrez (1855 - 1924), președinte al Hondurasului;
- Policarpo Bonilla Vásquez (1858 - 1928), președinte al Hondurasului;
- Tiburcio Carías Andino (1876 - 1969), președinte al Hondurasului;
- Julio Lozano Díaz (1885 - 1957), președinte al Hondurasului;
- Horacio Castellanos Moya,  (n. 1957), scriitor;
- Isabella Lovestory (n. 1993), cântăreață.